# 小池唯
小池 唯（こいけ ゆい、1991年4月4日 - ）は、日本の女優、元女性アイドル、グラビアアイドル。
埼玉県出身。株式会社ウィーズカンパニー所属。

## 略歴
2006年、ジュニアアイドルとしてデビュー。
2008年7月、ミスマガジン2008でセミファイナリストまで進出、GyaO賞を獲得。この受賞を受けて、グラビアモデルとして本格的に活動を開始
2009年、生年月日が同じかつ同じくミスマガジン2008のセミファイナリストの奏木純と「Tomato n' Pine」を結成。4月4日にCDデビュー。奏木が脱退した以降は草野日菜子、和田えりかとのトリオグループとなった。Tomato n' PineのメンバーとしてはYUIという名義を使う。同年、日テレジェニック2009で3位を獲得。
2010年、『熱いぞ!猫ヶ谷!!』に押野育美役で主演。
2011年、『海賊戦隊ゴーカイジャー』にアイム・ド・ファミーユ / ゴーカイピンク役で出演。
2012年12月、「Tomato n' Pine」解散。
2013年7月、フォースプリングスを退所。
2014年6月、スターレイプロダクションに所属。2015年、同事務所を退所。
2020年7月、『週刊プレイボーイ 31・32合併号』のスーパー戦隊ヒロイン特集を記念したインタビューにて一時期芸能活動を最小限に抑え、知人の会社で事務を務めたり、居酒屋に勤務していたりしたことを明らかにし、5年ぶりに本格的な芸能活動を再開することを表明した。
2025年2月、『週刊プレイボーイ』にて約13年ぶりに水着グラビアを披露した。

## 人物
- 趣味は音楽・映画鑑賞、入浴剤集め、お散歩、プリクラを撮ることで、特技はカラーガード&ドラミング、書道（四段）[6][7]。中学時代は吹奏楽部に所属し、数々の大会で全国優勝をしている。また、芸能人フットサルチーム「ミスマガジン」のメンバーで背番号は27である[8]。

### 『海賊戦隊ゴーカイジャー』関連
- 『海賊戦隊ゴーカイジャー』で共演した市道真央からは「ウサコ」という愛称で呼ばれている[9]。
- スーパー戦隊シリーズのオーディション自体は以前にも受けており、オーディションは『ゴーカイジャー』が最後という思いで受けたとのこと[2]。
- 自身と演じるアイムの共通点についておっちょこちょいなところを挙げており、初期は撮影現場では飲み物をこぼすなどして衣裳を汚すことも多かった[2]。共演した池田純矢も小池について「ド天然」と称しており、本番中にくしゃみをしてしまうこともあったがそれも許されるなど、現場を明るくする愛される存在だったと証言している[10]。
- 『ゴーカイジャー』第29話「アバレ七変化で新合体」で女子高生に扮した際に「埼玉から出て来て〜」というセリフは、演じる小池が埼玉出身である事実に因んでいる。
- 東映プロデューサーの宇都宮孝明は、企画段階ではアイムのキャラクターは同性受けしないのではないかと懸念していたが、放送後は母親層からの支持があり、小池の演技の成果と評している[11]。

## 作品

### 映像作品
- ゆい14歳（2006年6月、ぶんか社）
- ゆい14歳 〜秘密〜（2006年、ぶんか社）
- ゆい14歳 〜紋白蝶〜（2006年、ぶんか社）
- マガジンメイト 小池唯（2008年12月、リバプール）
- アイドルの穴〜日テレジェニックを探せ! COMPLETE DVD-BOX（2009年8月、バップ）
- 日テレジェニック2009 小池唯（2009年9月、バップ）
- 日テレジェニックの穴 COMPLETE DVD-BOX（2009年11月、バップ）
- ぜ〜んぶ、ゆぃ（2010年1月、ワニブックス）
- ヤングマガジンDVD「Yui's Collection 唯コレ」（2010年4月、リバプール）
- ヤングマガジンDVDスペシャルエディション（2010年6月、リバプール）
- PINK BREEZE in HAWAII（2011年8月、リバプール）
- ハワイでグラビアしました。（2012年1月6日、ワニブックス）

## 出演

### バラエティ
- ザ・シスターズ（2008年4月 - 2009年12月、エンタ!371）
- アイドルの穴〜日テレジェニックを探せ!〜（2009年4月12日 - 6月28日、日本テレビ）
- 日テレジェニックの穴（2009年7月19日 - 9月27日、日本テレビ）
- プレミアの巣窟（2009年10月14日 - 2010年3月17日、フジテレビ）
- アイドルちん（2010年10月10日 - 2011年1月23日、日本テレビ）
- 釣りたいっ!（2025年1月2日 - 、J:COMチャンネル） - アシスタント[12]

### テレビドラマ
- トミカヒーロー レスキューファイアー 第12話（2009年6月19日、テレビ東京） - アイドルレポーター 役
- 小池三姉妹（2009年10月4日・11月1日、エンタ!371） - 唯 役[13]
- 僕の秘密★兵器 第8話（2009年12月5日、メ〜テレ） - 垣内珠里 役
- 怪物くん 第1話（2010年4月17日、日本テレビ）
- 満福少女ドラゴネット 第9話（2010年8月28日、tvk） - 藤村紗弥香 役
- 仮面ライダーW 最終話（2010年8月29日、テレビ朝日） - 青山唯 役
- 熱いぞ!猫ヶ谷!!（2010年10月9日 - 12月25日、メ〜テレ） - 主演・押野育美 役
- スーパー戦隊シリーズ（テレビ朝日） - アイム・ド・ファミーユ / ゴーカイピンク 役
  - 海賊戦隊ゴーカイジャー（2011年2月13日 - 2012年2月19日）
  - 動物戦隊ジュウオウジャー 第28話・第29話（2016年9月4日・11日）[14]
- 警視庁捜査一課9係 season9 第6話（2014年8月13日、テレビ朝日） - 立花はるか 役
- LOVE理論 第4話 - 第6話・最終話（2015年5月4日 - 18日・6月29日、テレビ東京） - アズサ 役
- 警視庁・捜査一課長 season2 第4話（2017年5月11日、テレビ朝日） - 相川唯 役
- 刑事ゼロ 第7話（2019年2月21日、テレビ朝日） - 橘水樹 役
- 危険なビーナス 最終話（2020年12月13日、TBS） - 下平皐月 役
- 漂着者 ep,3（2021年8月13日、テレビ朝日） - 西田 役
- 相棒 season20 第14話「ディアボロス」（2022年2月2日、テレビ朝日） - 内田絵里奈 役
- やわ男とカタ子 第3話・第4話、第6話 - 最終話（2023年8月21日・28日、9月11日 - 25日、テレビ東京） - 小柳睦夫の同僚 役[15]
- 松本清張 二夜連続ドラマスペシャル 第一夜「顔」（2024年1月3日、テレビ朝日） - 笹本ひかり 役
- 令和サスペンス劇場「旅人検視官 道場修作」愛知県蒲郡・西浦温泉殺人事件（2024年4月14日、BS日テレ） - 鈴木千夏 役
- くるり〜誰が私と恋をした?〜 第2話	- 最終話（2024年4月16日 - 6月18日、TBS） - 豊田美緒の母親 役
- 大河ドラマ 光る君へ 第37回（2024年9月29日、NHK）
- 特捜9 final season 第9話（2025年6月4日、テレビ朝日） - 戸山恵 役[16]

### その他のテレビ番組
- NHK高校講座 英語（2010年4月 - 2013年2月、NHK Eテレ）

### 映画
- 実写版 まいっちんぐマチコ先生 無敵のおっぱい番長（2009年7月17日、ティーエムシー） - 桜ケ丘ナナ 役
- ガチンコ 疾走上等（2010年3月20日、ハピネット） - 中村アミ 役
- スーパー戦隊シリーズ（東映） - アイム・ド・ファミーユ / ゴーカイピンク 役
  - 天装戦隊ゴセイジャーVSシンケンジャー エピックon銀幕（2011年1月22日）※声のみ
  - ゴーカイジャー ゴセイジャー スーパー戦隊199ヒーロー大決戦 （2011年6月11日）
  - 海賊戦隊ゴーカイジャー THE MOVIE 空飛ぶ幽霊船（2011年8月6日）[17]
  - 海賊戦隊ゴーカイジャーVS宇宙刑事ギャバン THE MOVIE（2012年1月21日）
  - 仮面ライダー×スーパー戦隊 スーパーヒーロー大戦（2012年4月21日）
  - 特命戦隊ゴーバスターズVS海賊戦隊ゴーカイジャー THE MOVIE（2013年1月19日）[18]
- ジョーカーゲーム（2012年12月22日、AMGエンタテインメント） - 横江美奈子 役
- 男子高校生の日常（2013年10月12日、ショウゲート） - コンビニ店員のお姉さん 役
- 琉球バトルロワイヤル（2013年11月2日、東映ビデオ / アマゾンラテルナ） - 新城美沙子 役[19]

### 舞台
- 櫻の園（2007年6月24日 - 7月1日、青山円形劇場） - 木村環 役[20]
  - 櫻の園（2009年4月22日 - 29日、青山円形劇場） - 中野敦子 役[21]
- ロディミュージカル（2010年8月2日 - 6日、草月ホール） - シャーリー 役
- RADIO KILLED THE RADIO STAR（2013年6月26日 - 7月7日、俳優座劇場） - 小暮千春 役
- 結婚の偏差値II DEAD OR ALIVE（2014年9月10日 - 23日、新宿村LIVE） - 美音 役[22]
- マッコリ兄弟と感動の巨大キャンバス（2014年11月21日 - 29日、神保町花月） - リポーター 役
- 逆転裁判2 〜さらば、逆転〜（2015年4月29日 - 5月10日、俳優座劇場） - 天野由利恵 役
- テイラー・バートン～奪われた秘宝～（2019年8月16日、東京キネマ倶楽部） - ＠メグ 役
- レイザーマーガレット～エピソード0～（2022年4月27日 - 5月1日、シアターグリーンBIG TREE THEATER） - 剣條羅寿香 役[23]
- 青少年アシベ（2022年7月13日 - 17日、大手町三井ホール） - 荒川ユミコ 役[24][注 2]
- 朗讀劇「極楽牢屋敷」（木下半太版四谷怪談）（2023年8月14日、サンシャイン劇場）[26]

### インターネットラジオ
- 夜蜜～ヨルのミツダン～（2020年7月20日 - 、TwitCasting）[27]

### モバイル
- 美少女時計（2010年） - 43分担当

### オリジナルビデオ
- 実写版 まいっちんぐマチコ先生 無敵のおっぱい番長（2009年9月4日、ティーエムシー） - 桜ケ丘ナナ 役
- 海賊戦隊ゴーカイジャー THE MOVIE 空飛ぶ幽霊船 メイキング 6人の絆（2011年7月21日、東映ビデオ）
- テン・ゴーカイジャー（2022年3月9日、東映ビデオ） - アイム・ド・ファミーユ / ゴーカイピンク 役[28]

### ミュージックビデオ
Tomato n' Pineのものを除く。
- fumika「隣にいたかった feat. WISE」（2012年6月27日） - 友情出演[29]

### 配信ドラマ
- 呪われた学校「体育館〜タリナイモノ〜」（2008年12月 - 2009年1月、魔法のiらんど） - 主演・館野真紀 役
- 恋するアプリ（2012年6月11日 - 8月13日、アプリ&レビュー / GYAO!） - 主演・土井ユメ子 役
- ツーカイザー×ゴーカイジャー 〜ジューンブライドはたぬき味〜（2022年6月5日、東映特撮ファンクラブ） - アイム・ド・ファミーユ / ゴーカイピンク 役[30]

### ゲーム
- スーパー戦隊シリーズ（バンダイナムコゲームス） - ゴーカイピンク 役
  - スーパー戦隊バトル ダイスオーDX（2011年2月11日）
  - スーパー戦隊バトル レンジャークロス（2011年9月8日）
  - 海賊戦隊ゴーカイジャー あつめて変身!35戦隊!（2011年11月17日）

### 玩具
- 海賊戦隊ゴーカイジャー モバイレーツ -MEMORIAL EDITION-（2021年12月）
- 海賊戦隊ゴーカイジャー モバイレーツ -MEMORIAL BEST SELECTION-（2025年6月13日）

## 書籍

### 写真集
- ゆい14歳〜秘密〜（2006年6月、ぶんか社、撮影：会田我路）ISBN 978-4821126828
- ゆい14歳〜紋白蝶〜（2006年9月、ぶんか社、撮影：会田我路）ISBN 978-4821126842
- flapper★（2009年11月7日、ワニブックス、撮影：唐木貴央）ISBN 978-4847042065
- Pink（2011年4月15日、講談社、撮影：木村晴）ISBN 978-4063648621
- scene2（2011年11月5日、ワニブックス、撮影：長野博文）ISBN 978-4847044113

### デジタル写真集
- PRINCESS SHYNESS 1･2（2013年8月2日、小学館［sabra net e-Book］）[31][32]
- Make Me Happy! 3･4（2013年8月2日、小学館［sabra net e-Book］）[33][34]
- FOREVER 21 6･7･8（2013年9月6日、小学館［sabra net e-Book］）[35][36][37]
- ずっとキミを待っていた（2025年2月17日、集英社［週プレ PHOTO BOOK］、撮影：熊谷貫）[38]